# Бургмюллер, Норберт
Август Йозеф Норберт Бургмюллер (нем. August Joseph Norbert Burgmüller; 8 февраля 1810, Дюссельдорф ― 7 мая 1836, Ахен) ― немецкий композитор и пианист, брат Фридриха Бургмюллера.

## Биография
Родился в семье композитора и дирижёра Фридриха Августа Бургмюллера, от которого и получил первые уроки музыки, и Анны Терезы Фридерики фон Цандт цу Райхартсхаузен (18.6.1771 — 26.12.1858). После смерти отца в 1824 году Норберта взял под покровительство граф Франц фон Нессельроде-Эресхофен, поселивший его в своём поместье близ Касселя. При финансовой поддержке графа Бургмюллер получил хорошее музыкальное образование, среди его учителей были Мориц Гауптман и Луи Шпор.
В конце 1820-х Бургмюллер часто выступал как пианист, а в январе 1830 дебютировал и как композитор, исполнив собственный Концерт для фортепиано с оркестром. На следующий год он вернулся в Дюссельдорф в надежде найти там преподавательскую работу, но это ему не удалось. У него проявились признаки эпилепсии, он вёл затворнический образ жизни, общаясь только с самыми близкими друзьями, среди которых был поэт Х. Д. Граббе.
В 1834 Бургмюллер познакомился с Мендельсоном, который одобрительно отозвался о его музыке и исполнял в своих концертах его Симфонию c-moll и Фортепианный концерт. После отъезда Мендельсона финансовое и общественное положение Бургмюллера осталось нестабильным, и он вынашивал планы уехать в Париж, где в то время уже жил и работал его брат. Этим планам не суждено было осуществиться: в 1836, находясь на курорте в Ахене, Бургмюллер утонул во время очередного эпилептического припадка.
На раннюю смерть Бургмюллера откликнулся Роберт Шуман, написавший некролог в газете Neue Zeitschrift für Musik, где говорил, что это самая большая потеря для музыки со времён кончины Шуберта. Мендельсон написал памяти Бургмюллера траурный марш, op. 103, под звуки которого проходили его похороны. Был похоронен на кладбище Гольцхайм в Дюссельдорфе; в начале XX века могила перенесена на Северное кладбище.

## Творчество
Очень короткая творческая карьера Бургмюллера не позволила его дарованию раскрыться в полной мере. Тем не менее, в его музыке ясно прослеживается развитие индивидуального стиля. Самые ранние сочинения Бургмюллера ― струнные квартеты op. 4 и op. 7, романтические по духу ― испытали влияние Шпора, в написанных позднее песнях проявилась ясность изложения, более свойственная классицизму. Первый фортепианный концерт, написанный в очень редкой по тем временам для сольного концерта тональности fis-moll, отмечен масштабностью формы и нестандартной оркестровкой (например, в медленной части обширная сольная партия доверена виолончели в оркестре, по сути выводя её на уровень второго солиста).
Из двух симфоний Бургмюллера была завершена только первая, у второй не окончен финал, в котором автором написано только 58 тактов. Шуман во время своего пребывания в Дюссельдорфе собирался завершить эту симфонию, но так и не осуществил свои намерения.
Вскоре после смерти Бургмюллера его сочинения были почти забыты. Большинство из них было впервые издано только во второй половине XIX века, а настоящее возрождение его музыки началось только с 1986 года, когда отмечалось 150-летие со времени его кончины.

### Основные сочинения
Для оркестра
- Симфония № 1 c-moll, op. 2 (1831―33)
- Симфония № 2 D-dur, op. 11 (1834―35, не окончена)
- Концерт для фортепиано с оркестром fis-moll, op. 1 (1828―29)
- Увертюра f-moll, op. 5 (1825)
- Четыре антракта, op. 17 (1827―28)

Камерная музыка
- Четыре струнных квартета (d-moll, op. 4, 1825; d-moll, op. 7, 1825―26; As-dur, op. 9, 1826; a-moll, op. 14, 1835)
- Дуэт для кларнета и фортепиано Es-dur, op. 15 (1834)

Музыка для фортепиано
- Соната f-moll, op. 8 (1826)
- Вальс Es-dur (1827)
- Полонез F-dur, op. 16 (1832)
- Рапсодия h-moll, op. 13 (1834)
- Мазурка Es-dur

Вокальная музыка
- Фрагмент неоконченной оперы «Дионис» (1832―34)
- 23 песни для голоса и фортепиано

## Память
В Дюссельдорфе создано Общество Норберта Бургмюллера.